# Tinamotis pentlandii
Il tinamo della puna (Tinamotis pentlandii Vigors, 1837) è un uccello della famiglia Tinamidae.

## Distribuzione e habitat
La specie è presente in Perù, Bolivia, Cile e Argentina.